# حسن أبو أيوب
ولد حسن أبو أيوب في برشيد  لأبوين أمازيغيين من تافراوت بجهة سوس ماسة درعة جنوب المغرب. وهو سياسي مغربي، وتخرج من كلية EM ليون للأعمال، وكلية ليون للإدارة (ESC 1974). وكان سفيرا للمغرب في فرنسا، ومرشحا لرئاسة منظمة التجارة العالمية، ووزير السياحة والزراعة والتجارة الخارجية في المغرب.

## مناصب
- من 11 أغسطس 1992 إلى 9 نوفمبر 1993 وزير التجارة الخارجية والاستثمارات الخارجية والسياحة ضمن الحكومة العشرون في المغرب
- من 20 يوليو 1994 إلى 27 فبراير 1995، عُين سفيرا للمغرب في السعودية.
- من 27 فبراير 1995 إلى 14 فبراير 1998 وزير الفلاحة والإصلاح الزراعي ضمن الحكومة الثالثة والعشرون في المغرب[2]
- من 1 سبتمبر 1999 إلى 30 نوفمبر 2004 عُين سفيرا للمغرب في فرنسا
- في 23 فبراير 2010، عُين سفيرا في للمغرب في إيطاليا، ألبانيا، مالطا وسان مارينو خلفا لمحمد نبيل بن عبد الله[2]’[3]‘.[4]
- في 26 يونيو 2019، عُين سفيراً للمغرب في رومانيا ومولدوفا .

## سيرة شخصية
يعتبر حسن أبو أيوب متعدد اللغات، فهو يتحدث عدة لغات: الإنجليزية، العربية، الأمازيغية، الإسبانية، الفرنسية، الإيطالية.
قال عنه الملك الحسن الثاني لجلسائه «إنه وجد المواصفات التي يريد أن تتوفر في المسؤول الحكومي: فصاحة في اللسان، وقدرة على تبسيط الأفكار وشرحها للمشاهدين وإلمام قوي بمشاكل القطاع الذي يعمل به ويتحدث باسمه.»

## أوسمة
وسام النهر الصناعى من الدرجة الاولى سنة 1996 (ليبيا).

## مذكرات و مراجع
1. ↑  http://www.maroc-hebdo.press.ma/Site-Maroc-hebdo/archive/Archives_386/html_386/LaBonne.html Abdellah Chankou, "Hassan Abouyoub, ambassadeur du Maroc à Paris", sur Maroc Hebdo International, numéro 386 du 24-30 septembre 1999. Consulté le 27 juillet 2013. نسخة محفوظة 2020-08-07 على موقع واي باك مشين.
2. 1 2  "السيد حسن أبو أيوب يقدم أوراق اعتماده لرئيس جمهورية مالطا". مؤرشف من الأصل في 2023-04-07.
3. ↑  "السيد حسن أبو أيوب يقدم أوراق اعتماده لحاكمي سان مارينو". مؤرشف من الأصل في 2023-04-08.
4. ↑  "السيد حسن أبو أيوب يقدم أوراق اعتماده لرئيس الجمهورية الألبانية". مؤرشف من الأصل في 2023-04-08.
5. ↑  "حسن أبو أيوب .. مسار حافل في السياسة والدبلوماسيّة". @Elaph. مؤرشف من الأصل في 2010-04-14. اطلع عليه بتاريخ 2020-07-18.
6. ↑  "الرئيس القذافى يقلد السيد حسن أبو أيوب بوسام النهر الصناعى من الدرجة الاولى | MAPARCHIVES". www.maparchives.ma. مؤرشف من الأصل في 2023-04-07. اطلع عليه بتاريخ 2023-04-07.